# Halowe Mistrzostwa Polski Seniorów w Lekkoatletyce 1984
25. Halowe Mistrzostwa Polski Seniorów w Lekkoatletyce – zawody sportowe, które rozegrano 18 i 19 lutego 1984 w Zabrzu w hali Górnika.
Mistrzostwa w wielobojach zostały rozegrane 25 i 26 lutego 1984 w Warszawie, w hali AWF. Wyniki w tych konkurencjach podane są łącznie z innymi w tabeli poniżej.
Podczas mistrzostw Dariusz Ludwig ustanowił halowy rekord Polski w siedmioboju wynikiem 5913 punktów.

## Rezultaty

### Mężczyźni
| Konkurencja:              | 1. miejsce                          | Rezultat  | 2. miejsce                              | Rezultat  | 3. miejsce                        | Rezultat  |
| Bieg na 60 m              | Marian Woronin Legia Warszawa       | 6,74      | Bogusław Szpiech Victoria Racibórz      | 6,82      | Krzysztof Zwoliński Górnik Zabrze | 6,84      |
| Bieg na 200 m             | Czesław Prądzyński Bałtyk Gdynia    | 21,27     | Bogusław Szpiech Victoria Racibórz      | 21,60     | Zbigniew Janicki Radomiak         | 22,03     |
| Bieg na 400 m             | Piotr Piekarski Zawisza Bydgoszcz   | 48,82     | Andrzej Stępień Flota Gdynia            | 48,88     | Ryszard Jaszkowski Wawel Kraków   | 49,10     |
| Bieg na 800 m             | Krzysztof Prądzyński Oleśniczanka   | 1:51,05   | Zbigniew Kozłowski Gwardia Olsztyn      | 1:51,13   | Bogdan Stroka Górnik Zabrze       | 1:51,32   |
| Bieg na 1500 m            | Mirosław Żerkowski ROW Rybnik       | 3:42,38   | Grzegorz Basiak Pomorze Stargard        | 3:43,64   | Marek Adamski AZS Olsztyn         | 3:47,14   |
| Bieg na 3000 m            | Czesław Mojżysz ROW Rybnik          | 8:15,30   | Bogusław Psujek Oleśniczanka            | 8:16,53   | Wiesław Perszke Zawisza Bydgoszcz | 8:18,51   |
| Bieg na 60 m przez płotki | Romuald Giegiel AZS Warszawa        | 7,71      | Wojciech Zawiła Wawel Kraków            | 7,82      | Jacek Rutkowski AZS Warszawa      | 7,85      |
| Chód na 10 000 m          | Zdzisław Szlapkin Olimpia Poznań    | 41:04,9   | Jacek Bednarek ROW Rybnik               | 43:22,0   | Grzegorz Ledzion Flota Gdynia     | 43:27,8   |
| Skok wzwyż                | Jacek Wszoła AZS Warszawa           | 2,30      | Krzysztof Krawczyk AZS Wrocław          | 2,24      | Dariusz Zielke AZS Gdańsk         | 2,21      |
| Skok o tyczce             | Tadeusz Ślusarski Skra Warszawa     | 5,55      | Władysław Kozakiewicz Bałtyk Gdynia     | 5,55      | Marian Kolasa Bałtyk Gdynia       | 5,55      |
| Skok w dal                | Andrzej Klimaszewski Legia Warszawa | 7,74      | Włodzimierz Włodarczyk Górnik Brzeszcze | 7,65      | Jan Drzewiecki Start Łódź         | 7,63      |
| Trójskok                  | Zdzisław Hoffmann Śląsk Wrocław     | 16,67     | Waldemar Golanko AZS Biała Podlaska     | 16,29     | Zdzisław Sobora Olimpia Poznań    | 15,73     |
| Pchnięcie kulą            | Helmut Krieger Chemik Kędzierzyn    | 20,32     | Janusz Gassowski Zawisza Bydgoszcz      | 20,00     | Mirosław Jasiński Górnik Zabrze   | 18,01     |
| Siedmiobój                | Dariusz Ludwig Gwardia Warszawa     | 5913 pkt. | Adam Bagiński Gwardia Warszawa          | 5873 pkt. | Andrzej Langowski AZS Gdańsk      | 5747 pkt. |

### Kobiety
| Konkurencja:              | 1. miejsce                         | Rezultat  | 2. miejsce                            | Rezultat | 3. miejsce                                                        | Rezultat  |
| Bieg na 60 m              | Ewa Kasprzyk Olimpia Poznań        | 7,36      | Elżbieta Tomczak Olimpia Poznań       | 7,42     | Elżbieta Woźniak Start Łódź                                       | 7,43      |
| Bieg na 200 m             | Ewa Kasprzyk Olimpia Poznań        | 23,75     | Elżbieta Woźniak Start Łódź           | 23,81    | Elżbieta Tomczak Olimpia Poznań                                   | 23,99     |
| Bieg na 400 m             | Elżbieta Kapusta Budowlani Kielce  | 54,08     | Do uzupełnienia                       |          | Do uzupełnienia                                                   |           |
| Bieg na 800 m             | Barbara Klepka Start Lublin        | 2:07,12   | Grażyna Kowina Kłos Olkusz            | 2:07,25  | Iwona Pośpieszył Piast Gliwice                                    | 2:12,04   |
| Bieg na 1500 m            | Anna Bukis Skra Warszawa           | 4:27,54   | Dorota Kozłowska Łódzki Klub Sportowy | 4:27,58  | Helena Sabaj Stal Mielec                                          | 4:28,03   |
| Bieg na 60 m przez płotki | Lucyna Kałek GKS Tychy             | 7,98      | Małgorzata Nowak Gwardia Warszawa     | 8,51     | Jolanta Laszuk AZS Biała Podlaska                                 | 8,60      |
| Chód na 5000 m            | Beata Bączyk Olimpia Poznań        | 25:27,5   | Lucyna Rokitowska AZS Katowice        | 26:07,9  | Kazimiera Mróz Tęcza Mielec                                       | 26:24,3   |
| Skok wzwyż                | Danuta Bułkowska AZS Wrocław       | 1,91      | Jolanta Komsa Legia Warszawa          | 1,86     | Urszula Kielan Gwardia Warszawa Małgorzata Nowak Gwardia Warszawa | 1,83      |
| Skok w dal                | Elżbieta Klimaszewska AZS Warszawa | 5,98      | Ewa Śliwa Start Łódź                  | 5,96     | Lidia Bierka Gryf Słupsk                                          | 5,86      |
| Pchnięcie kulą            | Małgorzata Nowak Gwardia Warszawa  | 15,14     | Bogumiła Suska AZS Wrocław            | 15,04    | Janina Niżnik Hutnik Kraków                                       | 14,60     |
| Pięciobój                 | Małgorzata Nowak Gwardia Warszawa  | 4420 pkt. | Małgorzata Lisowska AZS Warszawa      | 4087 pkt | Lidia Bierka Gryf Słupsk                                          | 4085 pkt. |